# O Lobisomem
The Wolfman (br/pt: O Lobisomem) é um filme norte-americano de 2010, remake do filme clássico de mesmo nome feito em 1941, e estrelado por Benicio Del Toro. Venceu o Oscar de melhor maquiagem de 2011.
É a segunda refilmagem do clássico de terror da Universal Pictures; a primeira versão, de 1941, foi estrelada por Lon Chaney Jr.. Em 1961, foi lançado The Curse of the Werewolf, com Oliver Reed no papel principal, o filme utilizou uma adaptação do guião (br: roteiro) original, mas personagens com nomes diferentes.

## Sinopse
Na Inglaterra, durante a era vitoriana, Lawrence Talbot, um homem que retorna da América para sua terra ancestral para investigar a misteriosa morte de seu irmão é mordido por um lobisomem, agora durante a lua cheia, Talbot começa a sua transformação em uma criatura que segue apenas aos seus instintos, um lobisomem.
Em 1891, Ben Talbot é confrontado por uma criatura desconhecida na floresta  de Blackmoor, Inglaterra. Ele tenta fugir, mas é atacado, perseguido e morto pela fera.
Gwen Conliffe (Emily Blunt), a noiva de Ben, entra em contato com seu irmão, Lawrence Talbot (Benicio del Toro), o mundialmente famoso ator shakespeariano, dizendo que Ben desapareceu há um mês. Lawrence deixa sua turnê de teatro para retornar à propriedade de sua família em Blackmoor, onde tem um encontro desconfortável com seu distante pai, Sir John Talbot (Anthony Hopkins). O corpo de Ben, encontrado no dia anterior, foi armazenado em um matadouro. Quando Lawrence vê os restos mortais de seu irmão, ele fica horrorizado, pois o corpo foi completamente atacado. Entre os itens pessoais de Ben está um medalhão que Ben aparentemente comprou de ciganos. Mais tarde no pub local, Lawrence ouve os moradores discutindo o assassinato. Muitos culpam os ciganos que estão acampados do lado de fora da cidade, enquanto outro patrono afirma que houve um assassinato semelhante várias décadas antes, e que um lobisomem era o principal suspeito de ser o assassino. Na mesma noite Lawrence tem flash backs quando ele se passeia a sua antiga casa da família. É revelado que a mãe de Lawrence, Solana, havia cometido suicídio quando ele era um menino. Lawrence viu seu pai em pé sobre o corpo morto, depois que ele foi enviado para um manicômio, em Londres, aparentemente por sofrer ilusões.
Depois de Gwen retornar a Londres, Lawrence visita os ciganos durante a lua cheia. O povo local, em seguida, ataca o acampamento a fim de confiscar um urso de dança que eles acreditam ser o assassino. Mas uma criatura de repente ataca, matando muitas pessoas. Enquanto perseguia um menino assustado (Oliver Adams ), que foi se refugiar dentro da floresta, Lawrence é mordido violentamente pela criatura. Os habitantes da cidade perseguem-o com tiros antes de Lawrence ser morto. Uma mulher cigana chamada Maleva sutura seus ferimentos de Lawrence no pescoço,enquanto sua filha insiste que Lawrence deve ser morto antes que ele destrua outras vidas. Maleva se recusa, dizendo que ele ainda é um homem e que só um ente querido pode libertá-lo.
Gwen Talbot retorna ao Solar Talbot para cuidar de Lawrence. Ele sofre vários sonhos alucinatórios,nos quais vemos a Besta interpondo-se no relacionamento de Lawrence e Gwen.Depois de algumas semanas, parece ter se recuperado completamente. O Servo Sikh de Sir John Talbot, Singh (Art Malik), mostra a Lawrence as balas de prata que ele tem e implica que algo monstruoso está a solta em Blackmoor. O Inspector Aberline (Hugo Weaving) chega para investigar os assassinatos recentes. Ele suspeita que Lawrence é responsável com base em sua história mental e em retratos magistrais de protagonistas de doentes mentais, como Hamlet e Macbeth. À medida que a noite se aproxima, vários caçadores da cidade tomam posição na floresta, esperando que o animal apareça para que possam capturá-lo. Preocupado com o que poderia acontecer, Lawrence pede que Gwen vá embora. Ele então segue Sir John Talbot para cripta de Solana. Ele diz a Lawrence que ele tinha sido "morto" há anos, então se tranca no quarto sozinho. Lawrence, em seguida, passa por uma transformação muito dolorosa para tornar-se um Lobisomem antes de correr para a floresta e matar os caçadores ali estacionados. No dia seguinte, Aberline e a polícia local,encontram um Lawrence sangrando, frenético, agora humano.Enquanto seu pai e Singh impedem que ele seja preso e seu pai sussurra: "Seja forte, Lawrence", com um sorriso malicioso.
Lawrence é levado para o mesmo asilo em que ele foi internado quando criança,e é submetido a tratamentos de água com gelo e eletroterapia supervisionados pelo Dr. Hoenneger (Antony Sher). Sir John Talbot o visita e explica que muitos anos antes, enquanto caçava na Índia, ele foi mordido por um menino selvagem infectado com a licantropia. Lawrence percebe que ele viu seu pai, como um lobisomem, matar sua mãe. Depois dessa tragédia, Sir John Talbot tinha contado com Singh para prendê-lo durante as luas cheias. No entanto, uma noite, Sir John Talbot ficou bêbado e entrou em uma acalorada discussão com Ben Talbot, seu filho (que foi morto no início do filme). Tendo prendido Singh e sendo incapaz de se trancar, Sir John Talbot matou Ben Talbot e atacou o acampamento de ciganos. Agora intoxicado pelo imenso poder do lobisomem, Sir John Talbot já não tem a intenção de coibir esse poder, mas sim deixar o animal correr livre.
Na noite de lua cheia, Dr. Hoenneger apresenta Lawrence, amarrado em uma cadeira, aos seus colegas como um caso de estudo interessante. Dr. Hoenneger tenta explicar a Lawrence que é a sua imaginação que vai transformá-lo em um lobisomem. Lawrence tenta ainda avisar Dr. Hoenneger mas ele continua com sua palestra. Com os fluxos de lua cheia pela janela, Lawrence (em dor) se transforma em um lobisomem, se rompe e mata um cigano do Hoenneger as pessoas foge assustado. Hoenneger tenta dizer o faxineiro abrir a porta mas e dificil e ocultar pega a cadeira quebre mas e tarde demais talbot agarra Hoenneger joga pra fora da janela impalado pro um grade.  Perseguido por Aberline (o inspetor de polícia que de fato estava presente no asilo na época), o Lobisomem, então sai em uma corrida sangrenta pelas ruas e telhados de Londres pula alto esmagando um policial deixando um rastro de sangue e morte pelo caminho. Aberline e um grupo de homens tentam encurralá-lo numa rua estreita, mas o Lobisomem escapa da emboscada saltando sobre eles e foge soltando seu uivo aterrorizante. No dia seguinte, Lawrence, agora humano, vai ao antiquário de Gwen para obter ajuda. Os dois percebem que estão se apaixonando e desfrutam de um beijo apaixonado. Aberline chega e procura-o pela loja, mas vê que Lawrence escapou e voltou para Blackmoor.
Lawrence chega ao salão e encontra o corpo mutilado de Singh pendurado no hall de entrada. Ele carrega uma arma com as balas de prata de Singh, mas quando ele tenta atirar em seu pai, ele descobre que Sir John tinha secretamente removido o pó dos cartuchos de anos atrás. Quando os aumentos de lua cheia aparecem, os dois se transformam em lobisomens. Uma luta feroz estoura, Lawrence, agora o Lobisomem, está gravemente ferido, e a casa começa a pegar fogo. Lawrence, lança seu pai na lareira, matando-o. Gwen chega na esperança de salvar Lawrence, seguida por Aberline, que tenta atirar no Lobisomem. Gwen impede o tiro e, em seguida, foge com revólver de Aberline. O Lobisomem morde Aberline, que tenta impedi-lo de ir atrás de Gwen, mas está muito fraco para isso enquanto o Lobisomem persegue Gwen antes de acabar com Aberline.
O Lobisomem cerca Gwen em um desfiladeiro. Ela tenta dialogar com Lawrence, cuja consciência fraca a reconhece. Enquanto ele hesita, os Caçadores estão chegando e o Lobisomem vira para olhar para eles. Nisso, Gwen pega o revólver (que estava com ela antes de fugir), o Lobisomem se vira e está prestes a mordê-la, mas ela atira nele com uma bala de prata na hora certa. O Lobisomem cai então para o lado e estende a mão para agarrar a mão de Gwen. Assustada, ela grita, e percebe que sua mão, braço, rosto e corpo inteiro estão mudando e que Lawrence está voltando a ser humano. Gwen percebe então que ele está morrendo. Lawrence agradece Gwen por fazer o que precisava ser feito. Aberline chega então (com a bengala com cabeça-de-lobo que era de Lawrence), juntamente com a multidão de caçadores, e vê Lawrence morrendo em paz. Aberline e Gwen olham com horror para a ferida da mordida em seu ombro e, em seguida, para a lua e percebe que este será o seu destino inevitável.
Com o Solar Talbot queimando à distância, ouvimos a voz de Gwen (em off) questionando que se não é pecado matar um animal, porque seria pecado matar um homem. Em seguida ouve-se à distância, um uivo significando que Aberline é o próximo Lobisomem. Então, os créditos rolam.

## Elenco

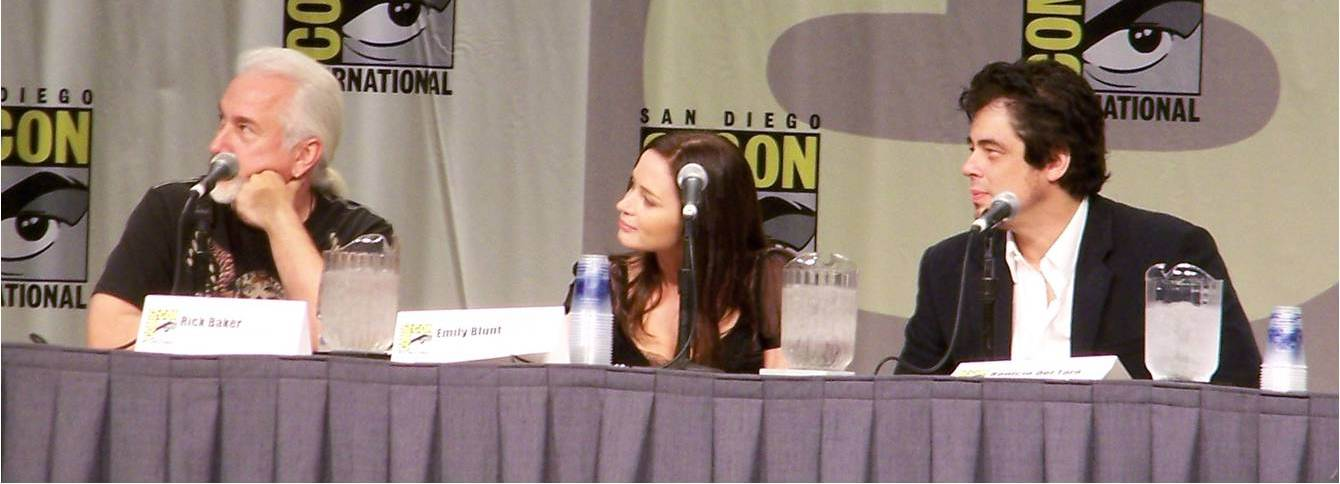
Rick Baker (maquiagem), Emily Blunt e Benicio Del Toro na Comic-Con 2008, durante promoção do filme.

- Benicio del Toro  como  Larry Talbot (Lawrence Talbot).
- Anthony Hopkins  como  Sir John Talbot.
- Emily Blunt  como  Gwen Conliffe.
- Hugo Weaving  como  Inspector Francis Aberline (vagamente baseado em Frederick Abberline).
- Art Malik  como  Singh.
- Cristina Contes  como  Solana Talbot.
- Simon Merrells  como  Ben Talbot.
- Malcolm Scates  como  Butcher.
- Nichol como Day  como  Colonel Montford.
- Michael Cronin  como  Dr. Lloyd.
- David Sterne  como  Kirk.
- David Schofield  como  Constable Nye.
- Roger Frost  como  Reverend Fisk.
- Clive Russell  como  MaCQueen.
- Geraldine Chaplin  como  Maleva.
- Mario Marin-Borquez  como  Lawrence Talbot (criança).
- Asa Butterfield  como  Ben Talbot (criança).

## Recepção
O Metacritic, que usa uma média ponderada, atribuiu ao filme uma pontuação de 43 em 100, baseado em 36 críticos, indicando críticas "mistas ou médias".

## Prêmios e indicações
| Prêmio                  | Ano  | Categoria         | Recipiente              | Resultado |
| ----------------------- | ---- | ----------------- | ----------------------- | --------- |
| Oscar                   | 2011 | Melhor maquiagem  | Rick Baker e Dave Elsey | Venceu    |
| World Soundtrack Awards | 2010 | Compositor do ano | Danny Elfman            | Indicado  |